# 阿卜杜勒-阿齐兹·兰提西
阿卜杜勒·阿齐兹·兰提西博士（阿拉伯语：‎，又译兰蒂希或兰堤辛，1947年10月23日—2004年4月17日），曾為巴勒斯坦武裝組織哈馬斯領導人，2004年被以色列襲擊身亡。

## 早年
第一次中东战争时，年仅半岁的他与父母来到加沙地带南部的汗尤尼斯难民营。曾在埃及接受儿科医师和药剂师培训。

## 哈馬斯
1987年，巴勒斯坦被占领土爆发反以起义后，兰提西与谢赫·艾哈迈德·亚辛等共七人联合创建了“伊斯兰抵抗运动（哈马斯）”，并使其迅速发展成为被占领土上最有影响的伊斯兰组织之一。兰提西因积极参與反以行动，多次被捕，此后坐牢时间累积达7年之久。1992年，兰提西与其他四百多名巴抵抗分子被驱逐至黎巴嫩南部，作为这些人的发言人，兰提西开始为国际社会所熟知。一年之后，兰提西回到加沙，成为哈马斯的主要发言人，并被认为是仅次于亚辛的第二号人物。兰提西属于哈马斯内部的激进派，主张建立一个没有犹太国的伊斯兰中东世界。在以色列军方暗殺亚辛后，兰提西于2004年3月23日晚接任加沙地带哈马斯领导人，同年4月18日遭以军导弹暗杀身亡。